# Дина Шнайдерман
Дина Шнайдерман е шведска цигуларка, еврейка от Съветска Украйна, живяла и работила в България; професор.

## Биография
Родена е през 1931 г. в Одеса. Учи цигулка при Давид Ойстрах в Москва. След като през 1955 г. се омъжва за българския цигулар проф. Емил Камиларов, се установява в България. Със съпруга си свирят в дует и се превръщат в абсолютни фаворити на публиката.
Заедно със съпруга си напускат България през 1980-те години, режимът ги обявява за „невъзвращенци“ и ги вкарва в „черния списък“. Споменаване на имената и излъчване на записите им е абсолютно забранено. Установяват се в Упсала, Швеция, където откриват музикална школа и продължават да концертират по света. Едва в средата на 1990-те години семейството се завръща на българска сцена, изнася струнен концерт с полупрофесионален оркестър и води майсторски клас.
Тя работи като соло цигуларка и музикален педагог. Гастролира в Европа, Америка и Източна Азия, често заедно с Емил Камиларов. Печели първи награди на конкурси в Берлин и Женева. Изпълнява произведения на композиторите Дмитрий Кабалевски, Панчо Владигеров, Димитър Христов, Луиджи Кортезе, Ингер Вилкстрьом, Хокан Ларсон, някои от произведенията са писани за нея, а други са посвещавани на нея.
През 2002 г. получава златен медал от „Илис Кворум“ за „продължителната ѝ и важна работа на шведската музикална сцена“. Удостоена е с почетното звание „Доктор хонорис кауза“ на Националната музикална академия в София през 1997 г.
От 2011 г. е инициаторка на Международния музикален фестивал „Проф. Емил Камиларов“ в София. Фестивалът се провежда ежегодно в продължение на седмица от 22 октомври. Умира в Упсала, Швеция на 9 август 2016 г.

## Участия
- „Международния фестивал на камерната музика“, Пловдив[7][8]